# Pol-e Chādschu
Pol-e Chādschu (persisch پل خواجو, DMG pol-e ḫwāǧū, ‚Chadschu-Brücke‘; englisch transkribiert Pol-e Khaju) ist eine der bekanntesten Brücken in der iranischen Stadt Isfahan und eines ihrer Wahrzeichen.

## Geschichte
Die Brücke wurde um 1650 auf Befehl des Safawiden-Schahs Abbas II. auf den Fundamenten einer älteren Brücke aus der Timuridenzeit errichtet und nach einem nahegelegenen Stadtviertel benannt. Laut Inschrift wurde die Brücke 1873 instand gesetzt. Sie wurde von zahlreichen Reisenden, unter anderem von Engelbert Kaempfer beschrieben, der sich 1684–85 in Isfahan aufhielt.
George Curzon nannte die Brücke 1892 „die stattlichste Brücke der Welt“.

## Konstruktion
Die Brücke führt über den Zayandeh Rud und verbindet zwei Stadtteile Isfahans. Sie ist zweistöckig und hat 23 Backsteinbögen. Sie ist 128,7 Meter lang und 11,7 Meter breit. An den Bögen angebrachte Schleusentore können bei Bedarf geschlossen werden, um das Wasser des Zayandeh Rud vor der Brücke um etwa zwei Meter aufzustauen. Damit kann die Bewässerung von zahlreichen flussaufwärts der Brücke gelegenen Gartenanlagen, wie dem Saʿādatātābād, „dem Garten des Glücks“ sichergestellt werden wenn der Zayandeh Rud zu wenig Wasser führt.

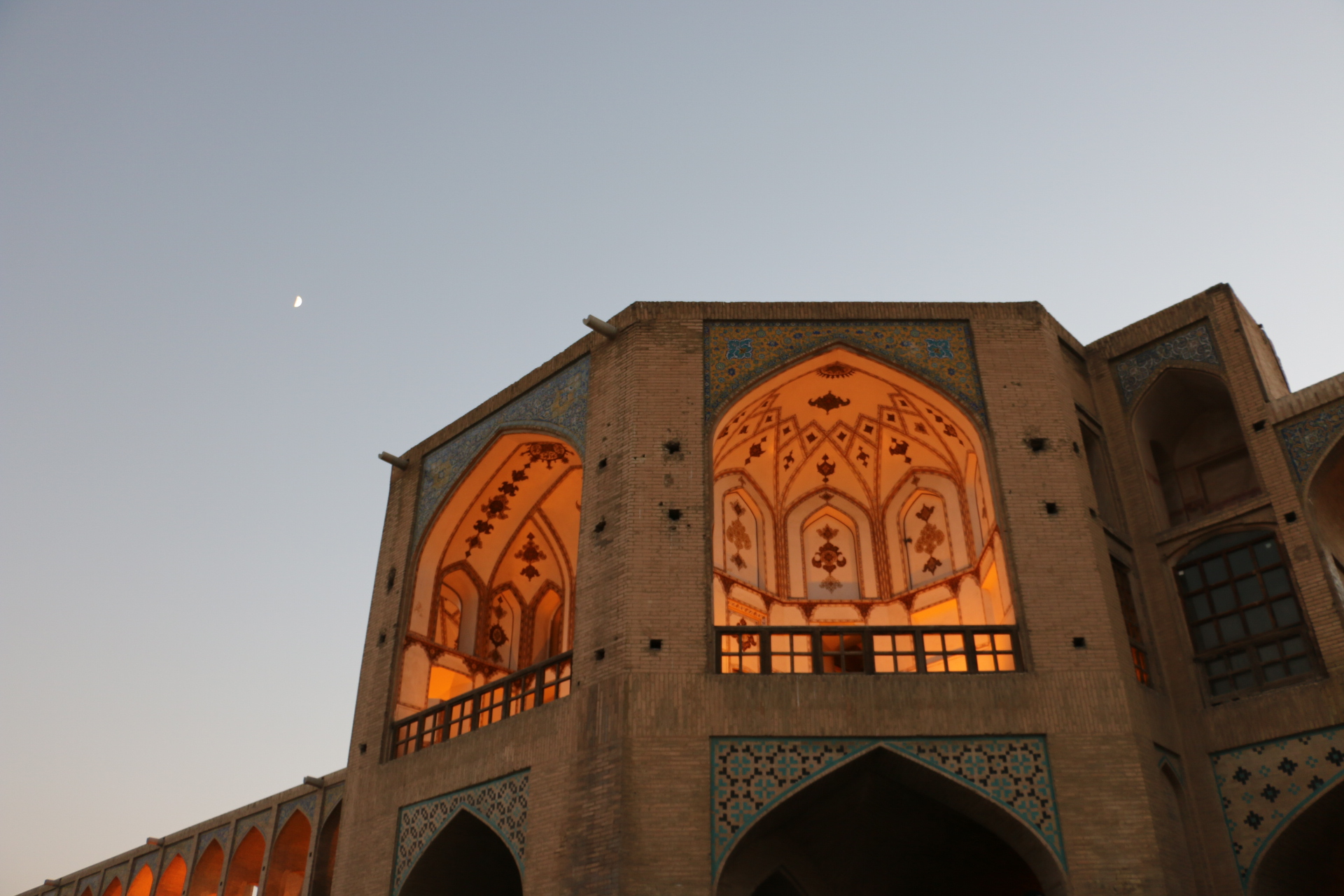
Chadschu-Brücke, Detail

Der untere Teil der Brücke ist für Fußgänger zugänglich und mit seinen auf der flussabwärts gelegenen Seite zum Wasser führenden Stufen als Aufenthaltsort beliebt. In der Mitte der Brücke befindet sich außerdem ein achteckiger safawidischer Vergnügungspalast mit Aussichtsplattformen. Von hier konnte der Schah Wettkämpfe auf dem Wasser beobachten. Die Brücke ist genauso wie die ebenfalls berühmte 33-Bogen-Brücke Si-o-se Pol für Kraftfahrzeuge gesperrt.